# Animal Crossing: Pocket Camp
Animal Crossing: Pocket Camp (с англ. — «Перекрёсток Животных: Карманный Лагерь») — условно-бесплатная мобильная игра — симулятор жизни, разработанная NDcube и изданная Nintendo для мобильных устройств на базе iOS и Android. Она была выпущена в Австралии в октябре 2017 года и во всём мире месяц спустя. Pocket Camp разрабатывалась параллельно с несколькими другими мобильными играми от Nintendo — например Super Mario Run. Тогда японская компания хотела выйти на мобильный игровой рынок. Игровой процесс в Pocket Camp хотя и создавался на основе консольных игр основной серии, но и претерпел значительные изменения для его адаптации для условно бесплатной модели и управления через сенсорный экран мобильного устройства.
В Pocket Camp требуется управлять персонажем-человеком в мире, населённом антропоморфными животными. Он может собирать природные ресурсы, ловить живность, общаться с животными. Основное отличие от основной линейки игр Animal Crossing — место обитания. Игровой персонаж попадает в кемпинг и должен выполнять просьбы животных-посетителей. В отличие от основной серии игр, геймплей в Pocket Camp линеен, а игровой процесс зависит от того, выполнит ли игрок поставленные задачи.
Сразу после выхода, Pocket Camp стала одной из самых скачиваемых игр на iOS и Android и популярных мобильных игр в Японии. Pocket Camp занимает второе место по доходности среди условно бесплатных игр от Nintendo. Такой успех обусловлен прежде всего популярностью франшизы Animal Crossing и доступностью Pocket Camp, как условно бесплатной мобильной игры. Одновременно игра подвергалась критике за то, что вместе с обновлениями начинала сильнее навязывать совершение микроплатежей, а также делала платными изначально бесплатный игровой материал.
Оценки игровых критиков были неоднозначными. Они объясняли успех Pocket Camp провальными выпусками двух последний побочных игр серии Animal Crossing и отсутствием выхода сиквела для Nintendo Switch. Ими также было замечено явное изменение и одновременно упрощение игрового процесса, типичного для серии. Хотя эти изменения не критичны, они могут разочаровать старых поклонников серии. Встроенные микротранзакции получили в основном отрицательными оценки, критики указывали на то, что кривая прогрессии в Pocket Camp слишком быстро падает через несколько недель игры.
22 августа 2024 года было объявлено о скором закрытии серверов игры и разработке платной автономной версии на замену.

## Игровой процесс

Пример игрового процесса

Игра представляет собой симулятор жизни, лишённый чёткой цели и финала. Если в предыдущей игре серии — New Leaf игрок на должности мэра мог развивать городок, то в Pocket Camp требуется управлять кемпингом. В начале игрок создаёт персонажа женского или мужского пола, настраивает внешность а затем  слушает руководство от ассистентки Изабель. Затем есть возможность выбрать тему своего кемпинга – «милый», «крутой», «спортивный» и «природный». Выбранная тема определяет внешнюю эстетику кемпинга, а также определяет, какой из жителей первым поселится в кемпинге игрока: Рози, Апполо, Джей или Голди. Как и остальные игры серии – внутриигровое время привязано к реальному, в игре имеется смена дня, ночи и времён года. Игра также предлагает многопользовательский режим, позволяющий посещать кемпинги других игроков или же приглашать к себе до трёх гостей.

### Игровой процесс
Окрестности кэмпинга время от времени посещают разные гости и задача игрока сводится к тому, чтобы общаться с ними, выполнять их просьбы и установить дружеские отношения. Гости чаще всего просят собрать фрукты, ракушки или поймать насекомых, рыбу. Для этого необходимо исследовать пространство кемпинга. Животные, посещающие лагерь известны из предыдущих игр серии. Также посетители просят собрать для них коллекцию мебели в определённом стиле, чтобы они могли обустроить своё временное жилище непосредственно в лагере игрока. Для достижения этой цели, игрок должен найти нужные материалы, чтобы отнести их альпаке Сайрусу (англ. Cyrus). Тот в свою очередь смастерит требуемые предметы. Крафтинг и сбор нужных материалов – новая для серии механика в Pocket Camp. Некоторые предметы можно купить за дини, для этого игроку также требуется продавать собранные ресурсы и пойманную живность. Если у игрока возникли проблемы с поиском нужного предмета, который просит посетитель кемпинга, игрок может воспользоваться площадкой Market Box. Там игроки могут выставлять свои предметы на продажу, а также покупать нужные предметы у других игроков, если те были раннее добавлены в список друзей.
За успешное развитие отношений и выполнение просьб игровой персонаж получает дини (англ. bells – «колокола») – внутриигровую валюту, сувениры и полезные материалы для создания новых предметов. Чем больше игрок заведёт друзей среди посетителей кемпинга, тем больше он получит очков опыта и от того – расширит свой инвентарь и откроет доступ к новым ресурсам, позволяя Сайрусу создать новые предметы. В свою очередь это будет привлекать и новых гостей. Довольные посетители могут решить постоянно проживать в кемпинге. При высшем показателе дружбы игрок получит автопортрет животного.
Помимо выполнения основных заданий, игрок также может экспортировать различные предметы на отдалённые острова через корабль Гуливера (англ. Gulliver's Ship) и получая в замен различные сувениры: закуски, подарки для друзей, одежда, карты сокровищ, и т.п. Некоторые животные никогда не будут посещать окрестности кэмпинга до тех пор, пока игрок не получит от Гуливера (англ. Gulliver) карты сокровищ с животными и не пройдёт их в особой игре-ходилке Blathers's Treasure Trek. Пройдя мини-игру и встретив соответствующее животное, игрок сможет приглашать последнего жить в свой лагерь сразу, не выполняя никаких заказов по созданию предметов и не прокачивая уровень дружбы до требуемой отметки. Либо, животное начнёт периодически посещать окрестности кэмпинга как и остальные.
Pocket Camp, как условно бесплатная игра предлагает особую премиальную валюту – Листочные Билеты (англ. Leaf Tickets), её можно использовать для ускорения процесса крафтинга у Сайруса или для покупки специальных предметов, ускоряющих процесс ловли рыбы, насекомых или рост фруктов. Игрок накапливает билеты, выполняя игровые задания или покупая валюту за настоящие деньги, также он может обменять билеты на мебель для особых мероприятий, привлекающих определённых персонажей в лагерь игрока.

### Игровой мир
В Pocket Camp, как условно бесплатной игре собирать ресурсы можно определённое количество раз в день, так как запускается таймер, показывающий, когда, например игрок сможет снова собрать фрукты с одного и того же дерева. В отличие от остальных игр серии Animal Crossing, предлагающих один открытый мир, кемпинг в Pocket Camp разделён на несколько небольших локаций, между которыми можно перемещаться на кемпере. Каждая локация предлагает разные игровые механики, в одних можно собирать фрукты, в других – заниматься рыболовством, ловить морскую живность или насекомых. Каждую из локаций (Breezy Hollow, Lost Lure Creek, Saltwater Shores и Sunburst Island) раз в три часа посещают по одному гостю-животному, и по одному персонажу одного из случайных игроков, с которым игрок может взаимодействовать (купить предметы, сходить в гости или отправить запрос дружбы).
Сам игровой персонаж живёт в похожем на Volkswagen мобильном кемпере, выступающим аналогом жилого дома. Игрок может настраивать и украшать внутреннее пространство кемпера. Pocket Camp представляет компанию «OK Motors» которым руководят братья Джованни (англ. Giovanni), Беппе (англ. Beppe) и Карло (англ. Carlo). Они заменяют роль Тома Нука (англ. Tom Nook) из предыдущих игр серии. Братья могут изменить стиль кемпера, а также обновить интерьер передвижного жилища и расширить его. Однако для этого игроку потребуется платить дорогостоящую ссуду. В отличие от New Leaf, игрок не может изменять окружающее пространство кемпинга, однако он может украшать мебелью центральную площадь. В кемпинге имеется торговая площадка, которую время от времени посещают известные из прошлых серий персонажи – Сёстры Эйбл (англ. Able Sisters), продают одежду, Кикс (англ. Kicks) — обувь, а Тимми и Томми (англ. Timmy and Tommy) — предметы. Продавцы меняются каждые несколько часов. По мере повышения уровня, игроку становится доступна дополнительная локация — хижина, которую игрок может украшать мебелью, менять ковры и обои на своё усмотрение, а также приглашать туда животных, которых игрок уже приглашал в свой основной лагерь, либо нашёл на одной из карт Блезерса.

## Разработка
Ещё в 2012 году некоторые акционеры и аналитики призывали Nintendo принять участие в «золотой лихорадке» игр на iOS и Android. Идея о создании мобильной версии Animal Crossing возникла у японской компании ещё в 2013 году, вскоре после феноменального успеха игры New Leaf для 3DS. Президент компании Ивата Сатору заметил, что ради этой игры игровую приставку купили более миллиона человек, среди которых в основном были женщины. При этом в игровые приставки традиционно играли в основном мужчины. В это же время игровой рынок, в том числе и в Японии наводняли мобильные игры, пользующиеся успехом как у мужских, так и у женских игроков. Сатору предположил, что создание мобильной и условно бесплатной версии Animal Crossing станет выгодным вложением и поможет охватить ещё большею потенциальную аудиторию. В 2014 году продюсер Animal Crossing Кацуя Эгути вместе с коллегой Айей Кёгоку признался, что японская компания заинтересована в возможной адаптации игры на мобильное устройство, но и заметил, что из-за иного способа управления с помощью сенсорного экрана и пальца, такая игра подверглась бы сильной переработке, так как все части Animal Crossing прежде разрабатывались только для домашних или переносных игровых приставок.
В отличие от предыдущих частей серии Animal Crossing, созданных Nintendo EAD, разработкой мобильной версии занималось подразделение NDcube, известное прежде всего за создание игр серии Mario Party. Изначально Pocket Camp задумывалась как простая игра-меню, где игрок мог бы посещать городки других пользователей и приобретать там предметы. Однако руководство Nintendo отклонило эту идею, сочтя её слишком скучной для того, чтобы удерживать интерес у игроков в течение длительного времени. Тогда концепция игры была переосмыслена в сторону более традиционного для серии игрового процесса. Также изначально игра должна была выйти в 2015 году одновременно с крупным обновлением для New Leaf — Welcome Amiibo, разработчики задумывали добавить возможность получить эксклюзивные предметы в New Leaf при регистрации в Pocket Camp. В конце концов эта идея была реализована с выходом New Horizons в 2020 году. Запоздалый выход был обусловлен тем, что ранняя версия игры была больше сосредоточена на дизайне домовых территорий животных-клиентов, что делало игровой прогресс больше похожим на игру Happy Home Designer. Тем не менее руководство Nintendo было недовольно полученным результатом и потребовало переделать игру.
При этом отвечая на многочисленные запросы игроков, разработчики Pocket Camp исключили возможность создания прямой обратной связи и обмена данными с New Horizons, указав на то, что две эти игры слишком разные, однако они заметили, что будут сотрудничать с разработчиками New Horizons, обмениваясь игровым материалом.

### Игровой процесс
Когда разработчики определились с тем, что хотят создать игру с традиционным для франшизы игровым процессом, им всё же пришлось его значительно переработать для адаптации игры на мобильном устройстве, так как остальные игры разрабатывались для консолей. В частности игровой процесс разрабатывался с ориентиром на то, чтобы игрок проходил Pocket Camp, прибегая к частым и коротким игровым сеансам длинной в несколько минут. Тем не менее разработчики сохранили базовый игровой процесс — идею собирать природные ресурсы и ловить живность. Игра должна была привлечь как старых фанатов серии, так и новичков, не знакомых с франшизой. Многие элементы в игре отсылают к предыдущим играм франшизы, например почти все посетители кемпинга являются жителями в предыдущих играх серии Animal Crossing.  
Pocket Camp задумывалась, как игра с несколько иным типом игрового процесса, нежели консольные версии, по этой причине разработчикам было необходимо отказаться от некоторых привычных для серии элементов игрового процесса, но при этом оставить самые важные и фундаментальные элементы. В частности разработчики решили ввести многопользовательский режим, как неотъемлемую часть жанра Animal Crossing – «игры, способствующей общению». Внутриигровой магазин, позволяющий торговаться игрокам между собой был введён в ответ на просьбы фанатов видеть такую функцию в New Leaf. Основным местом действия был выбран кемпинг, а не городок. Разработчики считали, что палаточный лагерь сумеет лучше воссоздать чувство привязанности к животным-посетителям, «игроки и животные собираются вместе в лесном лагере, хотя живут раздельно», также формат кемпинга позволяет взаимодействовать с гораздо большим количеством животных, в то время, как в традиционных играх серии Animal Crossing игрок ограничен общением с имеющимися жителями городка. Как и в остальных играх серии, внутриигровое время в Pocket Camp привязано к реальному, с другой стороны разработчики переработали игровой процесс так, чтобы излишне не привязывать  его к дневному времени, так чтобы игрокам было комфортно играть в любое время суток.
Кэмпер, где живёт игрок создавался, как аналог передвижного дома, но который по функциональности является тем же домом, что и в предыдущих играх серии Animal Crossing. Также разработчики заметили, что возможность перемещения кэмпера отражает и сам характер игры Pocket Camp , а также факт того, что в игру можно играть на смартфоне и «брать куда угодно». Управление в Pocket Camp было упрощено для адаптации игры на сенсорном экране мобильных устройств. Тем не менее разработчики заметили, что слишком длительное управление персонажем и повторение монотонных действий через сенсорный экран чувствовалось слишком утомительно. Поэтому разработчики решили вместо одной крупной локации ввести несколько и намеренно малых, и в каждой из них которых можно находить разные занятия. Таким образом если игрок например хочет порыбачить, от должен отправиться в специальную локацию, предназначенную именно для этого.  
Очки, отражающие уровень развития кемпинга были добавлены для того, чтобы побуждать игрока взаимодействовать со всеми животными-посетителями, а не только с теми, которые ему нравятся. Выполнение просьб очередного посетителя лагеря фактически выступает обязательным условием для дальнейшего прохождения игры. Помимо прочего, разработчики придерживались мнения, что наличие уровней даст повод игрокам хвастаться достигнутым игровым прогрессом в интернете. Тем не менее наличие уровней фундаментально меняет сам характер игрового процесса в Pocket Camp, так как в предыдущие игры серии Animal Crossing наоборот нелинейные и являются «виртуальными песочницами». Тем не менее разработчики называли игровой процесс в Pocket Camp по прежнему достаточно нелинейным, позволяя игроку свободно перемещаться по территории кемпинга и заниматься привычными делами. Nintendo заметила, что намеренно избегала того, чтобы игра навязчиво подталкивала игроков на совершение микротрансакций, так как Pocket Camp наряду с другими мобильными играми от Nintendo разрабатывались не с целью добиться наивысших денежных доходов, а для того чтобы продвигать игровые бренды от Nintendo.

## Анонс и выход
Игра была анонсирована в 2016 году. Pocket Camp позиционировалась, как одна из первых игр от Nintendo, разработанная для мобильной платформы. Серия Animal Crossing была выбрана для этой цели за её широкий демографический охват. Мобильную игру первоначально планировалось выпустить в конце 2016 года, но релиз игры был отложен, так как Nintendo сочла более приоритетным выпуск своей другой мобильной игры — Super Mario Run. В течение следующего года Nintendo экспериментировала с микротранзакциями в игре Fire Emblem Heroes. 25 октября 2017 года японский производитель игр представил Pocket Camp в рамках презентации Nintendo Direct в качестве своей четвёртой мобильной игры. В этот же день она была выпущена в Австралии для платформ iOS и Android, а в остальном мире, точнее в 41 странах — 21 ноября 2017 года. При этом изначально Nintendo планировала выпустить игру 22 ноября. В 2019 году компания перестала распространять Pocket Camp наряду с другими своими мобильными играми на территории Бельгии из-за введённых там законов, приравнивающих лутбоксы к азартным играм. Nintendo прокомментировала своё решение «неясностью ситуации», сложившейся в Бельгии.

### Популярность после выхода
В первый день мирового выхода Pocket Camp была скачана более миллиона раз. По состоянию на 23 ноября, симулятор жизни стал самой скачиваемой бесплатной игрой в Японии, США, Германии и Великобритании. За первые три дня количество отзывов к игре в Google Play достигло 140 000 со средним рейтингом 4,4. В App Store пользовательский рейтинг составил 4,8 из 5, что было намного выше, чем у Super Mario Run с её 3,7 баллами. Из-за того, что огромное количество пользователей начали одновременно загружать игру, сервера Nintendo не справлялись с потоком информации и игроки массово жаловались на то, что игра у них запускалась по 30 минут или выдавала ошибку связи. Проблемы с перезагрузкой серверов сохранялись ещё в течение нескольких дней. Через шесть дней после выхода, Pocket Camp была скачана уже около 15 миллионов раз.
Тем не менее релиз сопровождался массовой критикой игроков, знакомых с франшизой по поводу того, что игровой процесс в Pocket Camp чувствуется упрощённым и линейным. Через неделю после выпуска Pocket Camp в ноябре 2017 года, продажи игры серии Animal Crossing — New Leaf для приставки 3DS в Японии выросли на 214%.
Игра в течение 20 дней после выхода занимала первое место по количеству загрузок в App Store и Google Play. Pocket Camp мгновенно стала самой горячей темой обсуждения в социальных сетях, таких как Twitter. В день выхода, количество твитов превысило 16 000 попав в тренды социальной сети. Ещё при выходе в Австралии, игра заняла первое место в этой стране по количеству загрузок и 76 место в рейтинге внутриигровых продаж. По состоянию на сентябрь 2018 года, Pocket Camp была установлена более 25 миллионов раз и Nintendo заработала более 50 миллионов долларов на микротрансакциях. 81% выручки пришлось на Японию, а США — 14%. Также 61% доходов пришлось от владельцев устройств с iOS. 

### Дальнейшая популярность
По состоянию на ноябрь 2017 года, Pocket Camp стала одной из самых популярных игр в Японии и повлияла на увеличение доли игроков-подростков среди остальных. 65 % игроков в Pocket Camp были женщины, игроки в районе от 10 до 20 лет составляли подавляющую долю среди остальных. К началу 2018 года, согласно опросам, проведённым сайтом Gaku-yomu, половина игроков продолжала активно играть в Pocket Camp, а остальная половина – либо забросила игру или же продолжала туда изредка заходить. Люди, бросившие игру в качестве основной причины указывали на монотонность и излишнею линейность игривого процесса. Редактор Destructoid указывал на проблему отсутствия баланса в условно бесплатной модели, предлагая приобрести платные предметы по непомерно высокой цене. Тем не менее игра собрала вокруг себя крупную фанатскую аудиторию, активных в социальной сети Twitter, выкладывающих изображения своих персонажей или обустройства жилого помещения. Такая популярность в том числе была обусловлена долгим отсутствием релиза новой игры в основной линейке Animal Crossing. Разработчики заметили, что вопреки ожиданиям того, что Pocket Camp заинтересуются прежде всего новички, большая часть скачавших игру оказались игроками New Leaf 2012 годы выпуска. Согласно опросам японского сайта Inside-games, более половины всех игроков выбрали «природный» стиль, около четверти – милый и спортивный и меньше всего – крутой. Pocket Camp вышла в тот момент, когда основная фанатская аудитория уже устала от New Leaf, но при этом New Horizons выйдет ещё через несколько лет. В итоге для фанатов серии Pocket Camp стала своего рода отдушиной, даже несмотря на то, что игра получала сдержанные оценки как со стороны критиков, так и игроков из-за проблем, связанных с микро трансакциями в игре.
По состоянию на февраль 2020 года, Pocket Camp по уровню доходности заняла второе место после Fire Emblem Heroes и опередив Dragalia Lost. При этом Nintendo ожидала, что мобильная версия Animal Crossing будет приносить малые доходы, в итоге она значительно опередила более приоритетный для Nintendo проект — Dr. Mario World. В момент выхода New Horizons для Nintendo Switch, частота загрузок Pocket Camp выросла более, чем в семь раз и в период с февраля по май, её установили более миллиона раз. К марту 2020 года игра была загружена 42,3 миллиона раз с момента выхода. Несмотря на то, что игра была выпущена в 2017 году, доходы от неё резко возросли начиная с 2020 года. По состоянию на май того же года, выручка с внутриигровых продаж превысила 150 миллионов долларов. При этом 74% покупок приходилась на пользователей из Японии, в этой же стране игры была скачана наибольшее количество раз. 19% доходов пришлось на пользователей из США и 1,4% — c Великобритании.
К ноябрю 2021 года доходы от микроплатежей превысили 250 миллионов долларов. Такие высокие показатели прямо связывались с успехом New Horizons. На тот момент Pocket Camp по прежнему оставалась второй самой доходной мобильной игрой от Nintendo. Pocket Camp стала одной из самых цитируемых игр в социальной сети Twitter в 2021 году, особенно среди японских пользователей.

### Поддержка после выхода
В течение следующих нескольких лет, игра поддерживалась обновлениями, добавляющими новые коллекции предметов, персонажей и внутриигровые события. Также в игру была добавлена поддержка режима дополненной реальности, позволяющей делать фотографии вместе с виртуальными персонажами из Pocket Camp. Некоторые из обновлений были добавлены в рамках сотрудничества с брендами, например коллекция традиционной японской одежды от SOU/SOU или новые тематические жители и коллекция предметов от Sanrio.
Pocket Camp критиковалась за то, что в месте с обновлениями намеренно затормаживала игровой процесс и усложняла способ получения многих предметов, или делала платным то, что изначально было бесплатным, подталкивая игроков к совершению микроплатежей. Некоторые обновления провоцировали массовые споры среди игроков, особенно «обновление с Гулливером», делая изначально бесплатный игровой материал дорогостоящим и труднодоступным.
В 2019 году появилась возможность оформить платную ежемесячную подписку за то, чтобы обойти часть ограничений в условно бесплатной игре. При этом подписка также получила неоднозначную оценку у игроков, не довольных тем, что она даёт игроку минимум привилегий, которые он может приобрести, совершив одноразовую плату на ту же сумму.

### Закрытие серверов игры
22 августа 2024 года было объявлено о том, что поддержка серверов игры будет завершена 24 ноября того же года, но вместе с этим было объявлено о создании на замену платной и автономной версии игры, в которой не будет подписок и микротранзакций, но и не будет некоторых функций, требующих подключения к Интернету.

### Выпуск автономной платной версии
28 октября 2024 года, накануне закрытия серверов игры, была объявлена дата выпуска платной автономной версии игры Animal Crossing: Pocket Camp Complete — 3 декабря 2024 года. Было также объявлено, что все успехи и достижения в оригинальной Pocket Camp в течение ограниченного времени можно будет перенести в платную игру при наличии привязки к аккаунту Nintendo. Из игры были удалены микротранзакции, платная подписка, рынок, подарки и возможности посещать кемпинги других игроков. Была добавлена локация «Свистящий перевал» (англ. Whistle Pass).

## Критика
| Сводный рейтинг    | Сводный рейтинг |
| Агрегатор          | Оценка          |
| ------------------ | --------------- |
| GameRankings       | 70,36 %         |
| Metacritic         | 72/100          |
| Иноязычные издания |                 |
| Издание            | Оценка          |
| IGN                | 8/10            |
| AppAdvice          | 9,5             |
| Gamezebo           | [ 73 ]          |
| TouchArcade        | [ 74 ]          |
| App Trigger        | 8/10            |
| Nintendo Life      | [ 76 ]          |
| Multiplayer.it     | 8,0             |
| Meristation        | 78 %            |
| GamingTrend        | 75 %            |
| 148Apps            | [ 80 ]          |
| Wccftech           | 7/10            |
| CD-Action          | 55 %            |
| Edge               | 50 %            |

Pocket Camp получила смешанную критику со стороны игровых критиков. Средняя оценка по версии агрегатора Metacritic составляет 72 балла из 100 возможных на основе 36 отзывов. В сравнительных обзорах игр серии Animal Crossing чаще всего Pocket Camp называли одной из худших игр после Amiibo Festival из-за ограниченного игрового процесса, сдерживающимся навязчивыми микротранзакциями. Данная игра подкупает прежде всего воссозданием художественной эстетики основной серии, чтобы ознакомить игрока с франшизой.
Критики списывали успех Pocket Camp на её бесплатность и принадлежность к известной франшизе. Рецензентка IGN упоминала два спорных предшествующих релиза Amiibo Festival и Happy Home Designer, в результате чего фанаты Animal Crossing на тот момент изголодались по игровому контенту, а также устаревание последней игровой приставки 3DS от Nintendo. Луна Эрикссон с сайта Cubed3 заметила, что учитывая успех франшизы и принадлежность к бренду Nintendo, игра была просто обречена на мгновенный успех, так как на момент выхода она была единственной, способной удовлетворить чаяния фанатов серии.
По мнению критика сайта Cubed3, Pocket Camp скорее напоминает экспериментальную площадку для создателей, которые в итоге добавят наиболее удачные задумки в сиквел для Nintendo Switch. Рецензент заметил, что многие новые механики в Pocket Camp выглядят действительно многообещающе для будущих игр франшизы, тем не менее разработчики по прежнему могли бы предложить более традиционный игровой процесс с сохранением всех этих нововведений. Представитель Pocket Gamer утверждал, что хотя игру можно назвать полноценной частью в серии Animal Crossing, однако далеко не лучшей игрой на мобильной платформе. Pocket Camp скорее выступает хорошей рекламой консольных версий Animal Crossing. Представительница The Verge отдельно раскритиковала устройство внутриигрового мира, заметив, что в нём есть разные виды разумных животных, которые питаются мясом, намекая на возможный каннибализм, также используются предметы из шкуры животных. В игре также представлены осьминоги, как один из разумных видов, при этом осьминоги также выступают добычей для игрового персонажа наряду с рыбой и морскими животными. Редактор заметила, что это порождает множество вопросов, странных теорий и заставляет задумываться о том, является ли Animal Crossing скрытой антиутопией. При этом дизайн некоторых животных-посетителей ссылает на то, что они являются игрушками, и тут встаёт вопрос, являются ли вовсе животные-посетители живыми существами в привычном понимании?.
Рецензенты похвалили игру за то, как она подобает остальным играм франшизы Animal Crossing, успешно передаёт эстетику очаровательного, безмятежного мира и беззаботного, расслабляющего игрового процесса. Обозревательница IGN заметила, что эта игра способна стать для многих игроков убежищем, где царят умиротворение и спокойствие, находится время на выращивание клумб, прогулку по пляжу и размышлений о дизайне нового наряда. Критик Eurogamer заметил, что Pocket Camp как и предыдущие игры серии наполнена сказочной атмосферой, полной красок и мелких деталей. Тем не менее такой художественный стиль понравится далеко не всем. Также рецензент отдельно похвалил игру за отличный перевод диалогов и каламбуров на английский язык и заметил с сарказмом, что уже скучает по Тому Нуку.
Обозреватели также заметили, что сам игровой процесс отлично вписывается в мобильную и условно бесплатную модель, так как игра требует постоянно собирать предметы, ресурсы, украшать дом и общаться с персонажами, что в целом подходит для мобильной игры. Помимо прочего, такой игровой процесс отлично дополняет нововведённая механика крафтинга, также типичная для мобильных игр. Критик сайта Destructoid утверждал, что Pocket Camp стала самой удачной попыткой Nintendo адаптировать свою игру на мобильном устройстве. Представительница IGN заметила, что Pocket Camp позволит познакомиться с серией тем игрокам, которые не решались тратить деньги на покупку консоли ради Animal Crossing.

### Игровой процесс
Обозреватели заметили, что игровой процесс Pocket Camp во многих аспектах претерпел явные изменения в сравнение с консольными играми, обладающими почти одинаковым игровым процессом как в лучшие, так и худшие стороны. Например это касается более ограниченного игрового пространства, гораздо более линейного игрового прогресса или нововведённой механикой крафта. Тем не менее Минуз с сайта IGN предупредила, что далеко не все старые фанаты серии смогут понять и принять такие изменения. Критик Pocket Gamer советовал ограничивать прохождение короткими игровыми сеансами, заметив, что «зарабатывать деньги не так уж и сложно, однако потребует немалого терпения».
Тем не менее часть критиков заметили, как Pocket Camp во многих моментах по прежнему предлагает многие привычные для серии элементы игрового процесса, например требуя собирать природные ресурсы и общаться с животными или как выразился обозреватель Eurogamer — постоянное цикличное повторение однотипных действий снова и снова, за что одни игроки так ненавидят серию, а другие – обожают. От этого игре частично удалось сохранить дух игры Animal Crossing, а старые поклонники стразу узнают знакомый игровой процесс несмотря на ряд отличий.
Часть критиков сошлись во мнении, что в целом игровой процесс в Pocket Camp явно упрощён в сравнение с консольными версиями и предлагает гораздо меньше доступных действий. Критик Destructoid например заметил, что управление в игре настолько упрощено, что некоторые действия, требующие в предыдущих играх ловкости и реакции отныне сведены к нажатию пальцем. Представитель Metro с сарказмом заметил, что игроки, раннее жаловавшиеся на недостаток геймплея в New Leaf будут буквально «шокированы» его количеством в Pocket Camp. Начиная с отсутствия привычных общественных зданий, заканчивая маленьким миром, раздробленным на несколько локаций. Данный недостаток хотя и компенсируется системой крафта и вполне интересной задумкой временного проживания животных-гостей, однако даже это не спасает крайне скудный геймплей.
Некоторые рецензенты указали на линейность игрового процесса, как на важный недостаток Pocket Camp. В частности представитель Cubed3 заметил, что это лишает игру «магии», присущей приквелам Animal Crossing — «чувства предсказуемости». Того, что за события произойдут на следующий день или кого игрок в очередной раз случайно повстречает. В итоге рецензент назвал мир Pocket Camp предсказуемым, расписанным и от того невыносимым для игры. Ситуацию ухудшает ещё то, что игру становится всё сложнее проходить из-за затормаживающей кривой прогрессии. Рецензент Destructoid отдельно заметил, что линейная модель прохождения в Pocket Camp приводит к тому, что кемпинги разных игроков выглядят почти одинаково, это касается как набора их мебели, так и посетителей кемпинга.

### Оценка условно бесплатной модели
Оценки, касательно встроенных микротрансакций были неоднозначными. Часть критиков назвали встроенные в Pocket Camp покупки довольно щадящими. Они позволят развиваться игроку даже через несколько недель после начала прохождения. Рецензентка IGN отдельно заметила например, что даже если Pocket Camp всё больше сдерживает игрока таймерами, он по прежнему может получать удовольствие от игры, если будет продвигаться короткими и частными игровыми сеансами, учитывая, что такой подход в целом типичен для игр серии Animal Crossing. Критик Pocket Gamer назвал микроплатежи не слишком навязчивыми, однако вызывающими порой соблазн оплатить, чтобы наконец то ускорить процесс создания предметов. Редакция Pocket Gamer, специализирующаяся на обзоре мобильных и в том числе условно-бесплатных игр назвала встроенные микротрансакции довольно щадящими, заметив, что представленные ограничения и таймеры не столь навязчивы, как в большинстве условно бесплатных игр.
Остальная часть рецензентов негативно отозвалась о встроенной условно бесплатной модели. В частности, как и в большинстве «бесплатных» игр, в Pocket Camp позволяет в самом начале очень быстро продвигаться, это особенно заметно в первую неделю, где задания выполняются моментально. Как заметил критик Destructoid, «Кажется каждые 20 минут в игру приходит кто-то новый, чтобы подружиться со мной и посетить мой кемпинг… В кратчайшие сроки мой лагерь был заполнен друзьями-животными». Аналогично заметил представитель Cubed3, указав на то, что в начале игра ведёт себя невероятно «щедро», буквально раздавая игроку ресурсы с предметами. Тем не менее со временем Pocket Camp начнёт всё сильнее ограничивать игрока таймерами и недостатком материала для крафта. Для создания нужного предмета потребуется ждать по несколько дней, а для создания предметов, требуемых для посещений очередного гостя — уже неделю.
Некоторые критики также жаловались на непомерно высокую цену на премиальную валюту — листовые билеты и некоторые премиальные предметы. Представитель журнала Metro заметил, что попытка заработать билеты собственными силами занимает слишком много времени, а некоторые ключевые для серии персонажи, как например К.К. Слайдер требуют столько билетов, что игроки будут просто не в состоянии накопить их в таком количестве без оплаты реальными деньгами. Критик назвал игровой процесс циничным, так как Pocket Camp по его мнению хоть и не требует выигрывать, но ставит на все самые желанные предметы и ресурсы таймеры, умело манипулируя игроками и подталкивая всяческими способами на совершение микроплатежей.

### Оценки со стороны геймдизайнеров
На фоне большого успеха Pocket Camp, редакция игрового сайта Gamasutra составила список коротких рецензий от разных геймдизайнеров. Прежде всего они обратили внимание на линейность и целенаправленность игрового процесса и частичный отказ от концепции «виртуальной песочницы». Например Ёко Таро, геймдизайнер NieR: Automata раскритиковал Pоcket Camp за её «примитивность» и линейность, а также плохо проработанный искусственный интеллект неигровых персонажей и логические несостыковки внутриигрового мира, например зайцы, питающиеся барбекю. Он также в целом подверг критике игровой мир игр Animal Crossing, заметив, что с одной стороны игровой персонаж живёт в мире разумных животных и одновременно без каких либо последствий охотится на животных «Что происходит в этой экосистеме? Когда нечего есть, вы прибегаете к каннибализму? Неужели такая разница в интеллекте птиц и рыб? Если вы ходите на двух лапах и разговариваете, значит ли это, что на ваc не будут охотиться? Определяется ли ценность вашей жизни вашим интеллектом? Этот мир скрывает множество интересных тем.». В другом интервью Таро признался, что Pocket Camp стала для него самой впечатляющей игрой 2017 года.
Шон Хан Тани, разработчик All Our Asias раскритиковал необходимость постоянного подключения и от этого — постоянные притормаживания, заметив, что в стремлении защитить игру от пиратов, Nintendo намеренно усложняет и портит игровой опыт остальным игрокам. Мак Монрой, разработчик Agents of Mayhem, будучи незнакомым с играми франшизы назвал Pocket Camp простой игрой с очаровательным дизайном, «убийцей времени» и с интуитивно понятным управлением. Дэниел Кук, разработчик Alphabear заметил, что выполнение действий ради счётчика а не из собственного интереса убивает магию игрового процесса Animal Crossing. Мелани Кристин, работавшая над Transformice назвала Pocket Camp совершенно другой игрой несмотря на внешнюю схожесть в консольными Animal Crossing. Она заметила, что если предыдущие игры — это симуляторы жизни, эмоционально вовлекающие игроков в свои миры, то Pocket Camp — это скорее типичная мобильная игра о прокачке. Ким Чыонг, разработчик The Sims 4 наоборот похвалил игру, назвал её отличным мобильным тайтлом, выполненным на должном качественном уровне. Он также заметил, что данную игру определённо оценят те игроки, которые заинтересованы взаимодействовать с большим количеством жителей-животных.
Остальные геймдизайнеры высказали похожее мнение, что игровой процесс в Pocket Camp был заметно упрощён и ограничение в виде линейной прогрессии является главным недостатком игры в сравнение с консольными версиями, мешающем игрокам исследовать внутриигровой мир в своём стиле и темпе, а также творчески самовыражаться.

### Научный интерес
Рейнфорест Скалли-Блейкер кандидат наук на факультете информатики Калифорнийского университета в Ирвайне заметил, что введённые в игру «листовые билеты», позволяющие обходить ограничения во времени являются самой противоположностью сути предыдущих игр серии Animal Crossing — неторопливых игр с простой жизнью. Pocket Camp же вводит идею монетизации времени, возможность через дополнительную оплату обойти ограничения во времени. При этом и предыдущие игры уже отражали те или иные элементы капитализма и культуры потребительства, мотивируя игрового персонажа добиваться личных благ через расширение дома через выплату ипотеки или покупки предметов с одеждой. При этом если в предыдущих играх, персонаж игрока выступал скорее пассивной жертвой такой капиталисткой системы, то в Pocket Camp может «обманывать» систему и отказываться от труда, разумеется если он будет вкладывать в это реальные деньги.

### Награды
Менее чем за неделю до выхода во всем мире игра получила награду «Студия года» (Nintendo EPD) на конкурсе Golden Joystick Awards 2017; после выхода игры она была номинирована на «Лучшую мобильную игру» в рамках IGN’s Best of 2017 Awards. В номинации «Выбор читателей» от Game Informer игра победила в номинации «Лучшая игра-симулятор». Она также была номинирована на премию A-Train Award за лучшую мобильную игру в рамках New York Game Awards 2018, а также на «Мобильную игру года» в рамках 2018 SXSW Gaming Awards, и за «Мобильную игру года» по версии 2018 Golden Joystick Awards. В рамках Famitsu Awards игра получила премию за выдающиеся достижения.

## Заметки
1. ↑  При участии DeNA
2. ↑  Известная в Японии как  (яп. どうぶつの森 ポケットキャンプ  Добуцу но Мори: Покэ:то Кямпу , «Лес Животных: Карманный Лагерь»)

## Комментарии
1. ↑  В частности речь идёт о центральной площадке кемпинга. Например при выборе «милой» темы предметы, украшающие площадь будут выдержаны в бело-розовой эстетике, при выборе «спортивной» темы — предметы, связанные со спортом и тренировками и так далее